# Bela Palanka
Bela Palanka (en cirílico serbio Бела Паланка, pronunciado [bɛ̂ːlaː pǎlaːŋka]) es una ciudad y un municipio localizados en el distrito de Pirot, en el sureste de la República de Serbia. De acuerdo al censo de 2011, la población de la ciudad era de 8112 personas, y de 12 051 la del municipio. En la antigüedad, era conocida como Remesiana. Su nombre significa ciudad blanca.

## Geografía

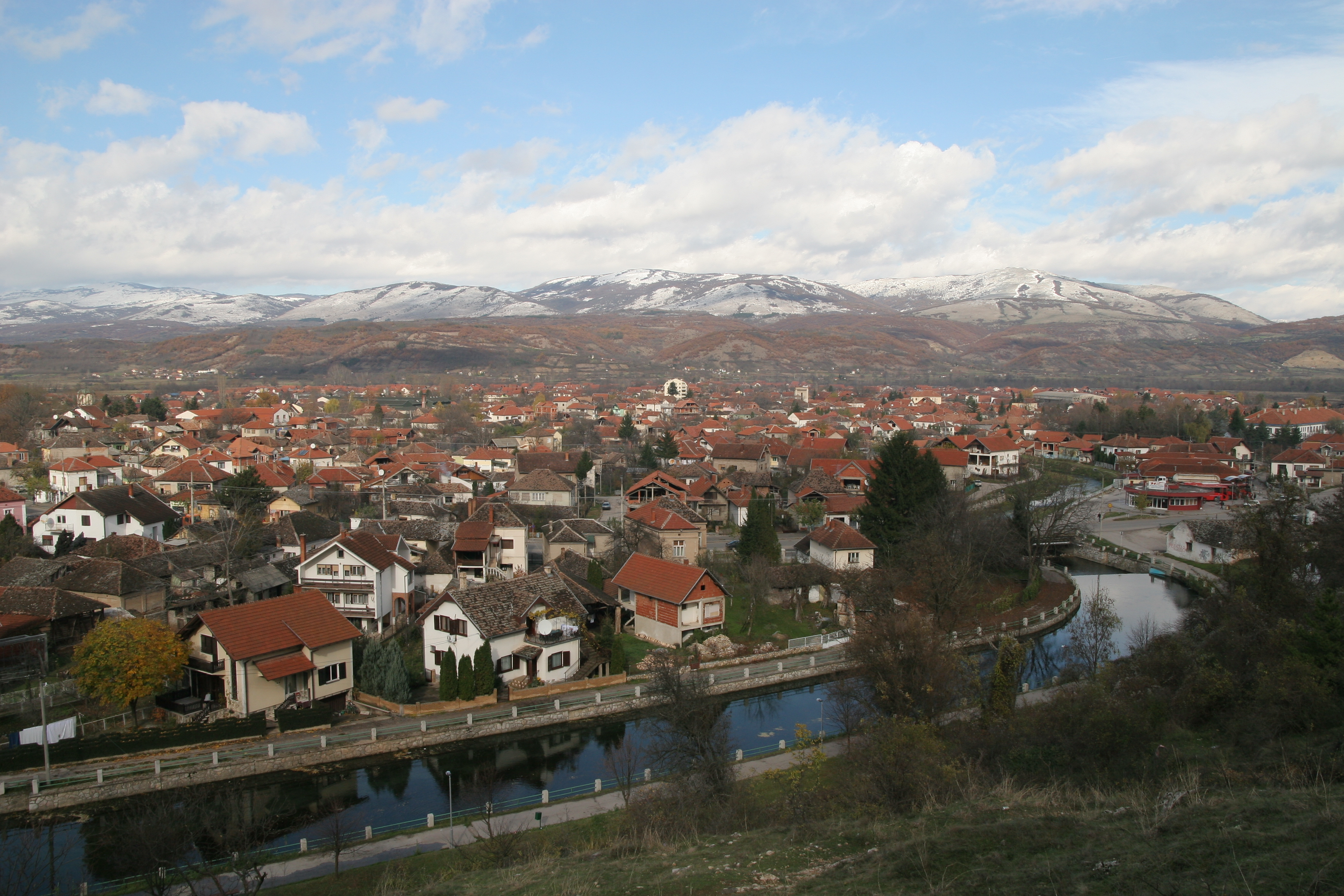
Vista de la ciudad de Bela Palanka desde las montañas cercanas.

Bela Palanka es una pequeña ciudad en el sureste del país, y se encuentra rodeada por un paisaje campestre y montañoso. La ciudad es accesible en autobús desde la cercana ciudad de Niš, a través de una ruta que recorre Pirot, Babušnica, Dimitrovgrad y Sofía.

## Demografía
Según el censo de 2002, en el municipio vivían 14.209 personas, 12 981 serbios y 1228 romaníes. Su población ha ido en aumento desde 1948, en que contaba con sólo 2823 habitantes.

## Historia
Originalmente existió en el mismo lugar una ciudad, fundada por los dacios y conocida bajo el nombre antiguo de Aiadava o Aeadaba. Los tracios habitaron la zona hasta su asimilación por grupos étnicos contemporáneos.
Después de la conquista romana de Mesia en el 75 a. C., el nuevo castrum y municipio fue inicialmente conocido como Ulpianorum y luego como Remesiana, situada en el camino de la Via Militaris, entre Naissus y Serdica.
El santo patrón de Rumania, Nicetas de Remesiana, fue obispo de Remesiana en el siglo IV. El ejército de Pedro el Ermitaño fue derrotado en 1097 por los bizantinos al norte, y se reagruparon en Palanka Bela, esperando refuerzos antes de dirigirse a Constantinopla.

## Personalidades
- Boško Petrović (1911-1937), futbolista y as de la aviación. Llegó a jugar en la selección de fútbol de Yugoslavia, y falleció combatiendo en la guerra civil española.[6]
- Rajko Mitić (1922-2008), futbolista.